# Ophiusa albivitta
Ophiusa albivitta là một loài bướm đêm trong họ Erebidae.